# Hașomer Hațair

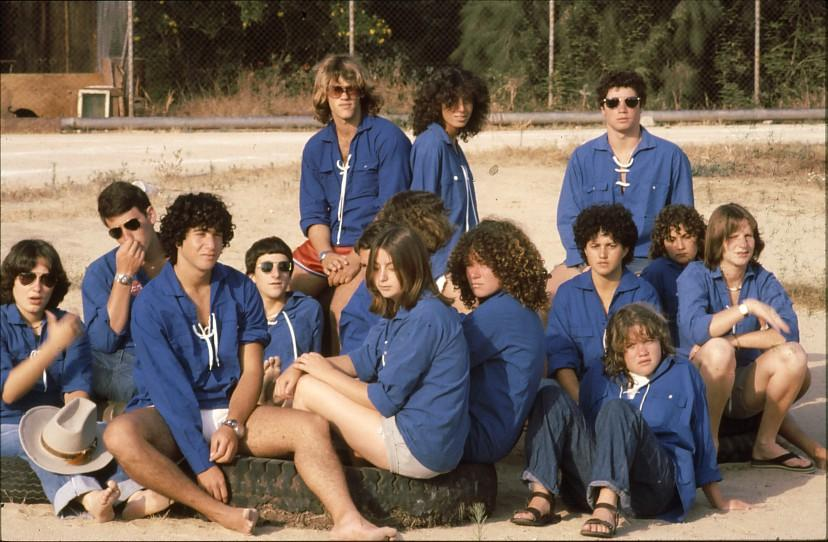
Tineri purtând cămaşa albastră a lui Hashomer Hatzair în kibuțul Gan Shmuel, în Israel

Hașomer Hațair (Hashomer Hatzair - în ebraică:השומר הצעיר  Tânărul Străjer) este mișcarea israeliană de tineret sionist socialist, coordonată, în trecut, de Partidul Muncitoresc Unit (în ebraică Mapam), numit „unit” după unirea Partidului Muncitoresc Hashomer Hatzair cu mișcarea Ahdut Haavoda - Poaley Tzion (Uniunea Muncii - Muncitorii Sionului). Mapam a fost unul din cele trei partide care s-au reunit ulterior în 1997 în partidul liberal de stânga Meretz. 

## Date istorice
Mișcarea sionistă de tineret Hașomer Hațair (în ebraică „Tânărul Străjer”) a fost creată în anul 1912 în Galiția, în cadrul unui club sportiv evreiesc din orașul Lemberg. Primul „batalion” de cercetași (în ebraică gdud țofim) număra circa 200 de membri. Într-un an, mișcarea s-a răspândit, căpătând numele Hașomer (în ebraică „paznicul”). În Primul război mondial centrul mișcării s-a mutat la Viena, unde a fuzionat cu gruparea sionistă a studenților evrei „Tinerii Sionului” (în ebraică Tzeirei Tzion), grupare care a dat mișcării o linie educativă și intelectuală suplimentară față de învățământul școlar și a impus o linie ideologică de stânga, sionist-socialistă.
În anul 1917, mișcarea a editat la Viena primul său ziar, „Hashomer" - ziarul Tineretului Hashomer Hatzair”, care a avut o largă răspândire în cadrul tineretul evreu est-european, dar și-a încetat apariția în 1919.

### ÎnIsrael
În anii '50 s-a produs marea scindare în cadrul Mapamului, ca reacție la „procesele-spectacol” staliniste de epurare din țările blocului sovietic, îndeosebi după eliminarea lui Rudolf Slánský și a conducerii comuniste cehoslovace și a acțiunilor antisemite staliniste din URSS. Hashomer Hatzair și Mapamul, care costituiau aripa stângă a partidului din Israel, au rămas fidele liniei marxiste sovietice staliniste, în timp ce partea majoritară au format partidul Ahdut Haavoda („Unirea Muncii”) care, în continuare s-a unit cu partidul israelian dominant al timpului, Mapai, partid social-democrat de tip european.
Mapam-ul s-a distanțat de stalinism tardiv, abia după dezvăluirile lui Hrușciov. Partidul Mapam s-a micșorat de la o alegere la alta și dacă nu ar fi luat parte la fondarea partidului Meretz, nu ar mai fi trecut baremul minim pentru a fi reprezentat în Knesset (Parlamentul israelian).